# Laguna Paloma
La laguna Paloma es un pequeño cuerpo de agua ubicado en el extremo noroeste de la isla Soledad del archipiélago de las Malvinas, que según la Organización de las Naciones Unidas (ONU), está en litigio de soberanía entre el Reino Unido, quien la administra como parte del territorio británico de ultramar de las Malvinas, y la Argentina, quien reclama su devolución, y la integra en el departamento Islas del Atlántico Sur de la provincia de Tierra del Fuego, Antártida e Islas del Atlántico Sur.
Esta laguna se vincula con la bahía del Medio, en las aguas de la ensenada del Norte, encontrándose próxima al riacho Colón y al rincón de los Tres Picos. También se halla al norte del puerto Güemes, y demás escenarios de la batalla de San Carlos ocurrida luego del desembarco británico durante la guerra de las Malvinas de 1982. 